# Marija Naumova
Marija Naumova (n. 23 iunie 1973, Riga, Republica Sovietică Socialistă Letonă, URSS), cunoscută și sub numele de scenă Marie N.,  este o artistă din Letonia, câștigătoarea ediției a 47-a a Eurovision, cu un total de 176 de puncte. Deși a câștigat Eurovisionul, Marie N nu a reușit niciun fel de succes comercial cu piesa muzicală I Wanna, nici măcar în Letonia.